# أندريا فيرانت
أندريا فيرانت (بالإيطالية: Andrea Ferrante)‏ هو ملحن إيطالي، ولد في 16 أغسطس 1968 في باليرمو في إيطاليا.

## وصلات خارجية
- الموقع الرسمي